# 納瓦人
納瓦人，又稱納瓦特爾人（西班牙語：Nahuas）指的是位在墨西哥中部使用阿茲特克方言—納瓦特爾語的族群。其為墨西哥最大的美洲原住民族群（2020統計人數為2,587,452，占了21.8%原住民人口）。
然而，墨西哥只有160 万纳瓦特尔语使用者，因为其中许多人已经融入到西班牙社会。

## 民族分佈、人口概況與語言

### 民族分布

納瓦人分布

分布地區包含了東馬德雷山脈、跨墨西哥火山帶以及墨西哥高原。
16世紀時，納瓦人活動的範圍橫跨現代墨西哥、薩爾瓦多、瓜地馬拉和尼加拉瓜，南至巴拿馬。而現在他們大都集中在墨西哥中部，分布在普埃布拉州、伊達爾戈州北端、莫雷洛斯州、格雷羅州、韋拉克魯斯州和聖路易斯波托西州南端。隨著墨西哥的人口流動，少數人分布在全國各地，在美國也能找到少數的納瓦人，尤其是紐約、洛杉磯和休斯頓。

### 人口
以下的統計資料是以納瓦特爾語的使用者作為基準，而非纳瓦特尔族群。
在21世纪初墨西哥全國納瓦特爾語的使用者約有120萬人，其中只有19萬是只使用納瓦特爾語作為單一語言的（格雷羅州具有單語納瓦特爾使用者的比例最高，根據計算占使用者的24.8％）。根據2000年人口普查顯示，在大多數其他州單一語言的使用者比例小於5％，另外，5歲以下的兒童並不在普查的範圍中（估計占了該族群人口的12%）。有些納瓦人即使使用納瓦特爾語和西班牙語雙語言，也會因為普遍的反原住民歧視（anti-indigenous discrimination）所以在人口普查的時候不認同自己為納瓦人。因此有報告指出，墨西哥原住民人口比由國家統計局報告的還多了將近250％。

### 語言
| 地區             | 數量   | 百分比 |
| ---------------- | ------ | ------ |
| 墨西哥的其餘部分 | 50132  | 0.10％ |
| 瓦哈卡           | 10979  | 0.32％ |
| 墨西哥（州）     | 55802  | 0.43％ |
| 聯邦區           | 37450  | 0.44％ |
| 莫雷洛斯         | 18656  | 1.20％ |
| 特拉斯卡拉       | 23737  | 2.47％ |
| 格雷羅           | 136681 | 4.44％ |
| 韋拉克魯斯       | 338324 | 4.90％ |
| 聖路易斯波托西   | 138523 | 6.02％ |
| 普埃布拉         | 416968 | 8.21％ |
| 伊達爾戈         | 221684 | 9.92％ |

納瓦特爾語在墨西哥各州的使用人數

納瓦特爾語使用者大多聚集在普埃布拉、韋拉克魯斯州、韋拉克魯斯、伊達爾戈州、聖路易斯波托西州和格雷羅州。明顯的人口也聚集在墨西哥州，莫雷洛斯州，還有小社區如米卻肯和杜蘭戈（在墨西哥聯邦區內），20世紀前在哈利斯科州和科利馬州也有出現過納瓦特爾語的使用紀錄。
隨著國家的內部遷移的結果，今天所有墨西哥州都有納瓦特爾語零星的分布。也有許多跟著墨西哥工人和家庭進入美國，產生了幾個以納瓦特爾語為母語的社區，特別在紐約和加州。
納瓦特爾語是指猶他-阿茲特克語系（Uto-Aztecan） 中阿茲特克分支之下的一些語言。
現代墨西哥至少共有150萬人在使用納瓦特爾語方言（其中有些方言彼此不能溝通）。所有納瓦特爾語都來自中美洲，被大約在西元7世紀後古典期統治墨西哥中部的阿茲特克人所使用，是阿茲特克帝國的顛峰時期貿易和統治的通用語言。
古典納瓦特爾語是西元七世紀到西元十六世紀晚期在美索亞美利加（指墨西哥中部到哥斯大黎加西北部的地區）大部份地區的通用語。
在墨西哥被西班牙征服前的幾個世紀，阿茲特克帝國已經擴張到大部分的墨西哥中部，使其語言成為中美洲的強勢語言(後因西班牙的征服而重要性及影響力降低)，而特諾奇蒂特蘭(阿茲特克首都)也隨著領地的擴張，發展出了不同的納瓦特爾語方言。之後16、17世紀隨著拉丁字母的引進，納瓦特爾語變成文學語言，出現了許多編年史、文法、詩歌作品、行政文件和抄本等等。這種以特諾奇蒂特蘭的納瓦特爾方言為基礎，發展出來的早期文學語言被認為是古典納瓦特爾語，是美洲被做過最多研究以及證明的語言。現在在墨西哥谷地所使用的納瓦特爾語方言比邊緣地區所使用的納瓦特爾語方言更接近古典納瓦特爾語。
“avocado”、 “chayote”、 “chili”、 “chocolate”、 “atlatl”、 “coyote”、 “peyote”、 “axolotl”和“tomato”等等字彙，都是起源於納瓦特爾語。

## 歷史沿革：阿茲特克帝國

### 建立前

西班牙征服前的墨西哥谷

阿兹特克人原本不是墨西哥中部的原住民， 根據他们的傳說，阿茲特克人的祖先是從北方，一個叫阿茲特蘭，即七個傳奇洞穴的所在地來的，当他们初次到来时，附近还存有许多的土著部落。部落之间战火连连，没有任何一个部落占冲突的主导地位。阿兹特克人是最后到达墨西哥中部的阿兹特兰原住民，他们进入了墨西哥谷。当地的一个城邦库瓦坎允许他们在此定居，条件是阿兹特克人要充当库瓦坎的佣兵，阿兹特克人同意了这个要求。
阿兹特克人在战斗中为库瓦坎服务后，一位库族公主获得了佣兵的指挥权，但是阿兹特克人将她活剥做了祭品。根据当地人的讲述，阿兹特克人将她献给了战神、太阳神维齐洛波奇特利。库瓦坎国王听后大怒，用军队将他们驱逐了出去。阿兹特克人随后四处跋涉，根據太陽神维齐洛波奇特利的指示往南來到阿納瓦克谷的特斯科科湖；當他們來到湖中央的島嶼時，他們看到一隻叼著蛇的老鷹停歇在仙人掌上，這個意像告訴他們應該在這裡建造城市。1325年阿茲特克人在這個地方建立了特諾奇蒂特蘭，一座巨大的人工島，現在墨西哥城的中心。
特諾奇蒂特蘭建立以后，阿兹特克人便和特索索莫克统治下的特帕内克国结盟。在阿兹特克人的协助下，特帕内克国逐渐成为了一个小型的帝国。直到那时，阿兹特克人也没有任何一个合法的君主。1372年，一位库瓦坎与阿兹特克混血的国王阿卡马皮奇特利登基。正值特帕内克国与阿兹特克人进行扩张时，墨西哥谷东部的阿科瓦国逐渐强大起来。两国爆发战争，阿兹特克人发挥了至关重要的作用。此时特諾奇蒂特蘭也获得相对长足发展。

### 建立
1426年，特帕内克君主特索索莫克去世，特帕内克陷入内乱。阿兹特克人支持当初的首选继承人塔亚亚乌继承王位，但是特索索莫克的兄弟马斯特拉（Maxtla）篡夺了王位，并转而对付那些反对他的人，包括当时的阿兹特克君主奇馬爾波波卡，他不久死亡。
1428年，奇馬爾波波卡的叔叔伊兹科瓦特尔（Itzcóatl）继承阿兹特克王位，與特斯科科的前統治者内萨瓦尔科约特尔（Nezahualcoyotl）结盟，並進攻马斯特拉的首都阿斯卡波特萨尔科（Azcapotzalco），特帕内克战争爆发；100天後，马斯特拉投降，並被放逐。
战争结束后，特諾奇蒂特蘭、特斯科科和特拉科潘組成了同盟，並取得墨西哥谷地的統治權。原先特帕内克的领土被三分，分别归属三个国家。特帕内克的国库也被瓜分，特諾奇蒂特蘭获得40%，特斯科科获得40%，特拉科潘获得20%。三个国家的君主称为Huetlatoani，其他的小领主叫做Tlatoani。这三个国家结成的同盟，在接下来100年内主宰了墨西哥谷，并向沿海大举扩张。在此期间，特諾奇蒂特蘭逐渐成为同盟中的主导力量。

### 改革

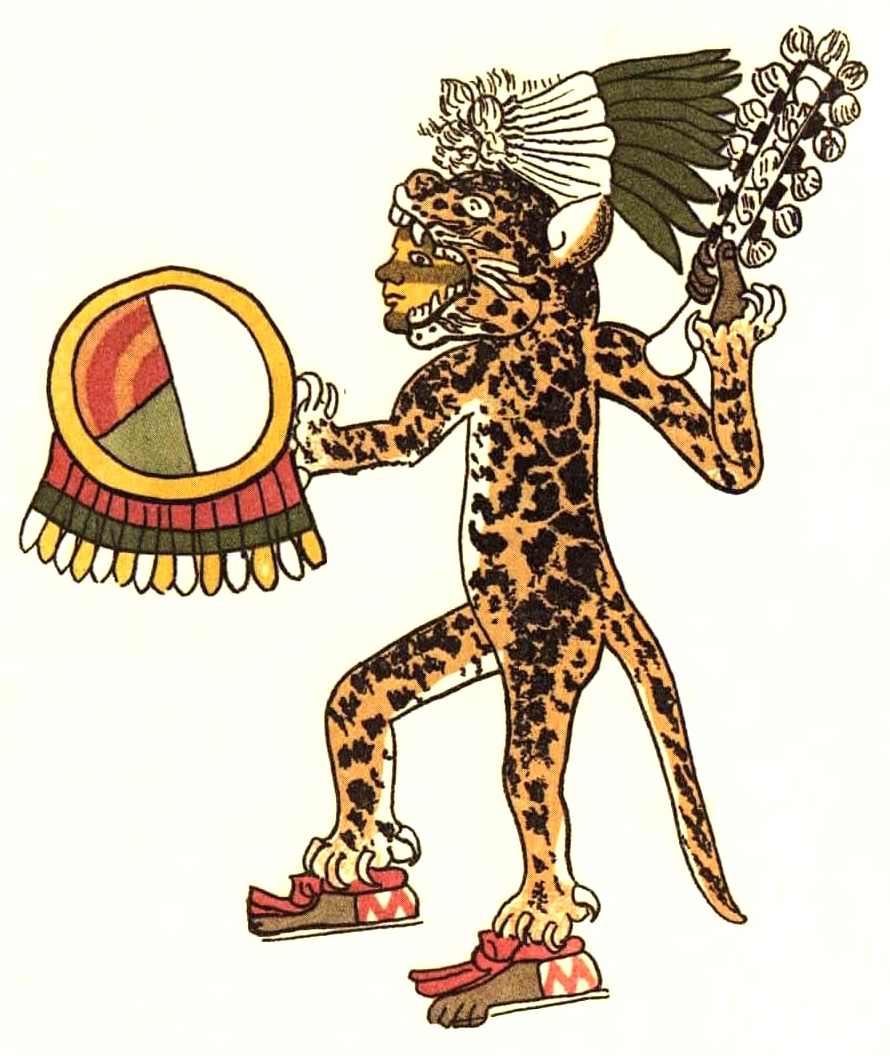
美洲豹战士

联盟建立后不久，伊兹科瓦特尔和特拉卡埃莱尔（维齐利维特尔之子）都对阿兹特克的政治和宗教进行过大刀阔斧的改革，特拉卡勒下令焚毁平民家中的书籍，声称“书中含有虚假的谎言，不是每个阿兹特克人都要明白那些图画”。他篡改了阿兹特克人的历史，提升了阿兹特克人在历史中的地位，这才允许平民们进行学习。
伊兹科瓦特尔的姪子蒙特苏马一世在1440年登基，除去扩张领土之外，为了巩固对被征服的城市的统治，也进行了一系列的改革。他建立了一个新的纳贡方法，大大改善了国家经济。帝国还制定了一个新的对于原阿科瓦国的土地政策，减少了叛乱的几率。蒙特苏马一世也制定了关于死刑的附加法律；并规定平民不得与贵族通婚。帝国还施行了一系列的教育政策，在每个居民区都建立了学校。学校分为两类，特尔波奇卡尔利（Telpochcalli），主要教授军事战术战略；卡尔梅卡克（Calmecac），主要教授写作、天文学、政治学和神学等各种领域的知识。蒙特苏马还决定将在军事或民事方面表现杰出的平民封为库瓦皮利（quauhpilli），但这个称号是非世袭的。有些库瓦皮利可以与皇室成员通婚。
蒙特苏马一世为了获取活人祭品，还发明了荣冠战争，这种战争还在另一层面上增加了阿兹特克的兵力。在荣冠战争进行前，我方与敌方关于祭品方面的事宜已经沟通完毕，因此这种战争基本上没有任何伤亡。1450年－1454年發生了由乾旱導致的大饑荒，為此，蒙特蘇馬不斷的發動榮冠戰爭獲取俘虜來祭祀神靈。

### 扩张
特帕内克国灭亡后，阿兹特克帝国巩固了它在墨西哥谷的地位。第一次帝国扩张的对象为墨西哥谷的科约阿坎和今天墨西哥莫雷洛斯州一带的库瓦纳瓦克和瓦科斯蒂佩克人。这些国家被征服后，帝国获得了大量的农产品进贡。蒙特苏马一世统治期间，阿兹特克经过了一次大饥荒，他重新占领了饥荒期间叛乱的今天墨西哥莫雷洛斯州一带的国家。蒙特苏马一世将版图扩展到了东部的墨西哥湾、南部达今天墨西哥的瓦哈卡州。
1468年，蒙特蘇馬一世的兒子阿沙亚卡特尔继位，他花了整整13年来平定因为父亲的扩张而造成的当地人的反抗。与此同时，墨西哥西部的塔拉斯科国也在大举扩张，1455年，塔拉斯科国入侵托卢卡山谷。1472年，阿沙亚卡特尔重新占领了那里，并成功地抵御了入侵。1479年，阿沙亚卡特尔出动军队进攻塔国本土。但在士兵刚刚进入边境时，塔国就发现之，并将其击败，這是帝國有史以來遭遇的第一次慘敗，阿沙亚卡特尔狼狈逃回特諾奇蒂特蘭，隨後收復了瓦斯特克地區，至此阿兹特克和塔拉斯科就再也没有进行过战争。
1481年，阿沙亚卡特爾的兄弟蒂索克短暫統治該國，他未进行过像样的扩张，乃至平民都认为他很懦弱。正由于这点，很快他便被阿维特索特尔所取代。阿维特索特尔统治初期和他的前辈一样，同样在平息叛乱。但他在随后开始新一轮的扩张。在他統治下，阿茲特克帝國的版圖達到最興盛時期，共控制33個省份的371個部落。首都特諾奇蒂特蘭曾經有25萬人居住，是當時世界最大的城市之一。
阿沙亚卡特爾的兒子蒙特苏馬二世在1502年登基，两年后開始發動對特拉斯卡拉的戰爭。1519年，西班牙人從墨西哥灣登陸，阿兹特克人邀請西人進城，但他们卻軟禁了蒙特苏马二世。西班牙人在城內搜括黃金，並屠殺了阻止他們的祭司們，這導致了後來的暴動——蒙特蘇馬二世在1520年7月1日被大石頭擊中头部死去，愤怒的平民开始攻击西班牙人，令他们不得不撤离特諾奇蒂特蘭城，从其中杀出一条血路，遭到极其惨重的伤亡。征服者埃尔南·科尔特斯将那晚称为“悲痛之夜”。

### 毁灭
阿兹特克的征服者埃尔南·科尔特斯在1519年登陆尤卡坦半岛，当时他只有100名船员和530名士兵，多数人只装备了剑和盾。实际上科尔特斯早前背叛了古巴总督，带着士兵和偷来的船擅自来到了中美洲。科尔特斯在路上遇到了一些流浪在沿岸的西班牙人，他们加入了科尔特斯的队伍。这些人穿越丛林到了玛雅，途中遇上憎恶阿兹特克帝国的特拉斯卡拉人，并与其结为盟友，行军到了阿兹特克的特諾奇蒂特蘭。
他们进入特諾奇蒂特蘭后，受阿兹特克人优待，居住在一个庭院中。不久后，他垂涎于当地的财宝，便要求蒙特苏马二世向他妥协。不料此时古巴总督已经派兵来抓捕他，科尔特斯只得将权力转移给副官佩德羅·德·阿爾瓦拉多，他自己则带着士兵应战。在战场上，古巴总督的士兵们受科尔特斯煽动，也想获得那些无尽的阿兹特克财宝，便加入了科尔特斯的军队。蒙特苏马二世由于遵从了科尔特斯的要求而被愤怒的平民打成重伤，并在科尔特斯的庭院中死去。他的侄子奎特拉瓦克（Cuitlahuac）在登基4個月後因為西班牙人帶來的天花而死去，帝國最後的皇帝夸烏特莫克登基。科尔特斯在经历悲痛之夜后，指挥军队在战斗中大败阿兹特克人，取得了一连串的胜利，1521年4月28日，西班牙人及其盟軍開始作最後的圍攻，但阿茲特克人用巧妙戰術及心理戰，讓西班牙人受阻。在經過長時間的圍城和大部份人口都死於饑餓與天花的情況下，1521年8月13日，皇帝夸烏特莫克向征服者科尔特斯的500人西班牙軍隊和15-23萬特拉斯卡拉軍投降。1525年2月26日，他被西班牙人絞死。
欧洲人来到新大陆的同时，也将美洲原住民从未患过的各式传染病带上了岸。抗疫能力较差的阿兹特克人在遭到以天花为主的“新型”传染病的影响后，人口從1500萬骤降至300萬，使得瘟疫成为阿兹特克帝国迅速衰落的原因之一。首都特諾奇蒂特蘭在帝国灭亡后也被夷为平地。之後阿茲特克人的活人祭被歐洲人極其的誇大，以製造文明征服野蠻的形象。阿茲特人又漸被迫改變宗教，與其他美洲民族一樣，他們的文化大部份都被歐洲侵略者剷除。現在墨西哥的首都墨西哥城是在特諾奇蒂特蘭的廢墟上重新建立的。

## 產業與生活

納瓦女人在賣手工藝品。

納瓦人以玉米為主食，輔以其他的農作物、狩獵、採集、捕魚和一些家畜的飼養。而跳蚤市場則是他們交易產品的主要模式，在這裡以木材的銷售為大宗，另外還有玉米、豆子、南瓜、辣椒、番茄等等。
工藝製作的收入則是納瓦其中一個重要的經濟來源。工匠出售的手工藝品從最好最精緻的到簡單的小東西都有，但這些東西都是平價賣出，只能勉強打平製造成本。
|      | 女性       | 男性               |
| ---- | ---------- | ------------------ |
| 服飾 | 暗色羊毛裙 | 配戴皮帶以及穿涼鞋 |
| 髮型 | 兩根辮子   | 布丁頭             |

## 信仰與習俗

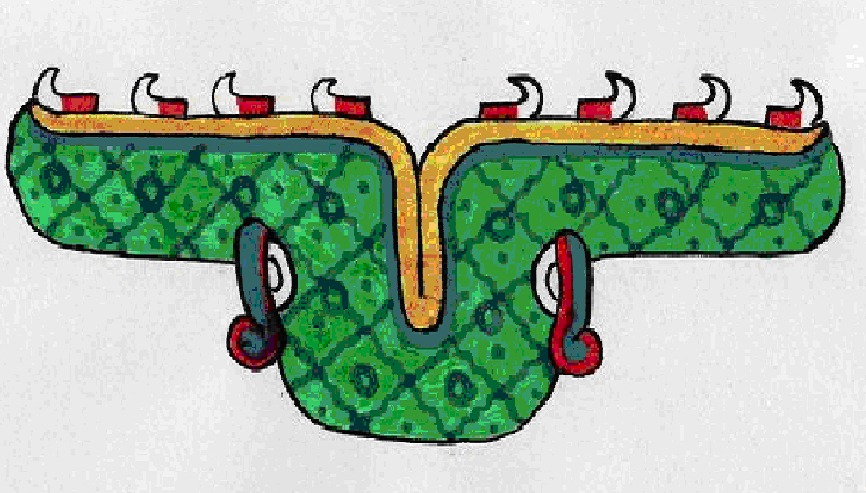
納瓦特爾語中“世界（tlalticpac）”的象形文字

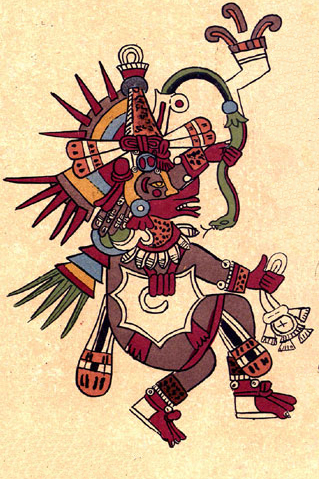
克特薩爾科瓦特爾（即羽蛇神）

### 羅馬天主教
受到西班牙殖民的影響，納瓦人主要信仰天主教。

### 納瓦人的宇宙觀
世界（tlalticpac）在宇宙中心，從水平和垂直的方向擴張。世界上大部分的物質都是可见的。
- 水平維度：

宇宙以所在世界為中心，分為四個象限：太陽西下處是房子，象徵白色；房子前面象徵紅色，代表生育以及生命；左邊是南方，象徵藍色；道路的右邊太陽是宇宙的盡頭，是死亡的方向。
- 垂直維度：

天堂分成13層且各代表不同意義；地獄則分為9層而越來越深。
13層的天堂：
第一層：Ilhuicatl Metztli：有很多天體，上面住著神明；
第二層：Citlalco：星星（分為北邊的Centzon Mimixcoa以及南邊的Centzon Huitznahua）分布的地方；
第三層：Ilhuicatl Tonatiuh：太陽每天移動的範圍；
第四層：Ilhuicatl Huitztlan：金星（納瓦人最有研究的行星，和羽蛇神有關）的移動範圍；
第五層：Citlalin Popoca：彗星所在之處；
第六層：白天；
第七層：黑夜；
第八層：風暴；
第9、10、11層分別代表白色、黃色以及紅色，是Teteocam的住所；
第12、13層即奧梅約坎（Omeyocan），為奧梅特奧特爾的住所。

## 藝術與文學

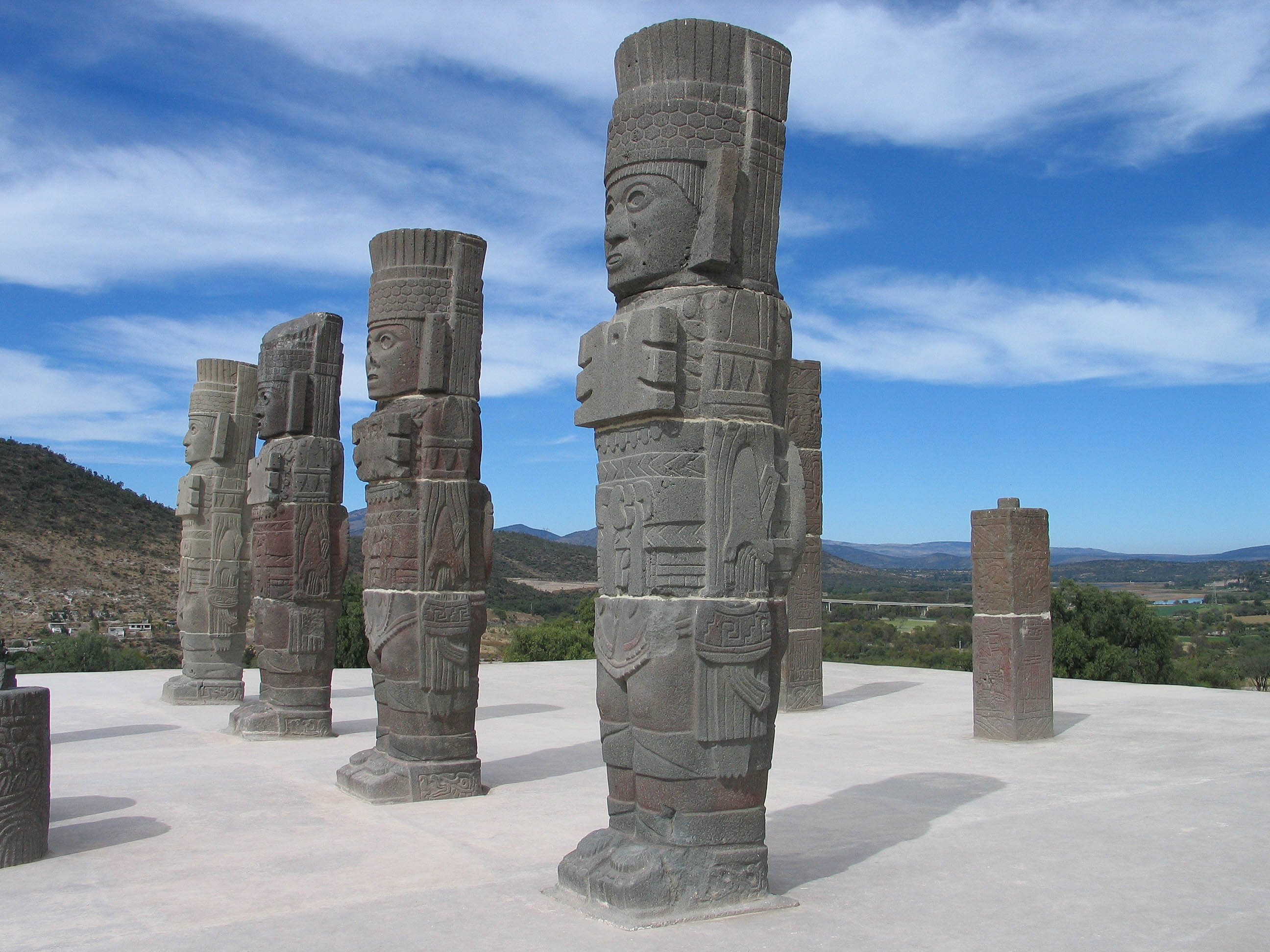
托爾特克文明的圖拉遺址

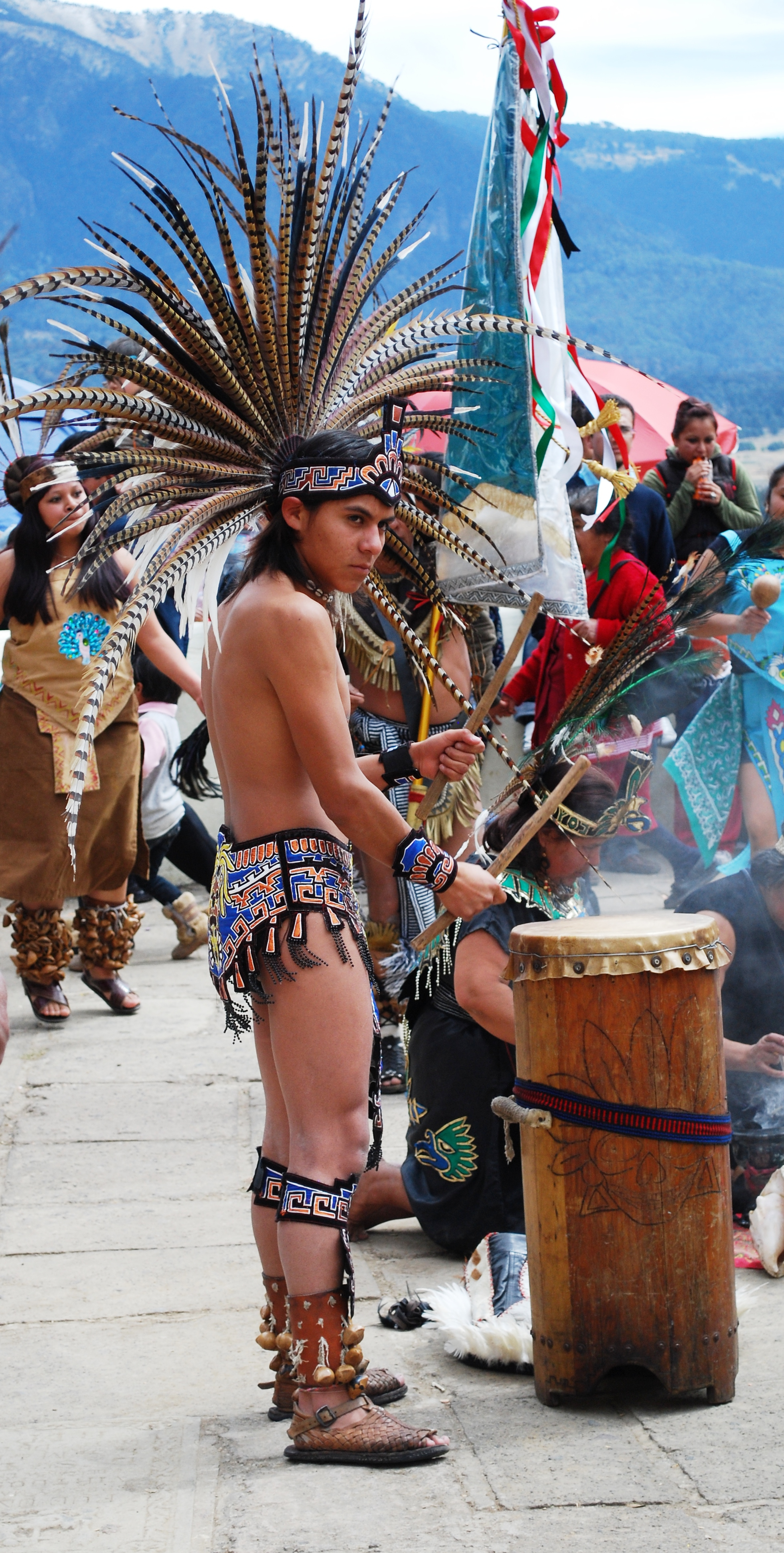
一位納瓦人正在使用Huehuetl演奏

專業音樂家享受稅收的減免以及在寺廟中的較高的地位，在他們享有榮譽以及財富的同時，他們也必須有義務替大家演奏。音樂家們的頭上會掛著mecatl或string的字符串，長度及胸。
然而在二十世紀末民間音樂、搖滾樂、以及其他世界主流音樂盛行下，納瓦的傳統音樂也受到了影響，因此有些人呼籲保留原始的音樂元素，例如第一部全程使用納瓦特爾語演出的電影Necuapaliztli In Aztlan（重歸阿茲特蘭）的音樂製作人。
2014年，墨西哥首度演出了一部納瓦特爾語的歌劇—Xochicuicatl cuecuechtli。其實際是一種歌曲（cuicatl），並不是傳統的歐洲歌劇的那種形式。在Xochicuicatl cuecuechtli劇中，它引用了納瓦特爾語的寫作方法以及納瓦的傳統打擊樂器，尤其是Teponaztli和Huehuetl。而該劇也並沒有用西方的聲調系統發音，而是以傳統的納瓦的六個字符傳唱。
納瓦族的常用樂器：
- 管樂器
Tlapitzalli、Huilacapitztli、Atecocolli、Toxacatl
- 打擊樂器
Tetzilacatl、Huehuetl、Panhuehuetl、Tlalpanhuehuetl、Teponazhuehuetl、Teponaztli、Prehispanic、Tambor、Ayotl、Chicahuaztli、Omichitzicahuaztli、Ayacachtli

（粗體字為上述提到劇中大量使用的樂器）

## 現況
納瓦特爾語言使用者識字率為64.3％，全國平均的西班牙語識字率則是97.5％。
|    | 納瓦特爾語使用者 | 墨西哥全國平均 |
| -- | ---------------- | -------------- |
| 男 | 9.8              | 13.6           |
| 女 | 10.1             | 14.1           |